# Algebraisk struktur
En algebraisk struktur består inom den abstrakta algebran av en mängd tillsammans med en eller flera operatorer definierade för elementen i mängden och ett antal axiom för dessa operatorer. Om det inte finns risk för missförstånd betecknas vanligtvis den algebraiska strukturen på samma sätt som mängden. Som exempel betecknas vanligtvis en grupp (G,*) helt enkelt som gruppen G.
Egenskaperna av specifika algebraiska strukturer studeras i abstrakta algebran. Den allmänna teorin av algebraiska strukturer har formaliserats i universal algebra. Kategoriteori används till att studera relationerna mellan två eller fler klasser av algebraiska strukturer. Exempelvis undersöker Galoisteori sambanden mellan vissa kroppar och grupper, två olika slags algebraiska strukturer.
Beroende på operatorerna och axiomen får de algebraiska strukturerna sina namn.
Följande är en partiell lista på algebraiska strukturer:
- Magma: en mängd med endast en binär operator
- Kvasigrupp: en magma i vilken division alltid är möjlig
- Loop: en kvasigrupp med ett neutralt element
- Semigrupp: en associativ magma
- Monoid: en semigrupp med ett neutralt element
- Grupp: en monoid i vilken varje element har en invers, eller ekvivalent en associativ loop
- Abelsk grupp: en kommutativ grupp
- Ring: En mängd med en abelsk gruppoperator som addition tillsammans med en monoidoperator som multiplikation, lydande under distributivitet.
- Kropp: en ring i vilken alla från noll skilda element formar en abelsk grupp under multiplikation
- Modul över en given ring R: en mängd med en abelsk gruppoperator som addition tillsammans med en additiv unär operator kallad skalär multiplikation för varje element i R, med ett associativitetsvillkor som länkar skalär multiplikation med multiplikation i R
- Vektorrum: en modul över en kropp
- Algebra: en modul eller ett vektorrum tillsammans med en bilinjär operator som multiplikation
- Associativ algebra: en algebra vars multiplikation är associativ
- Kommutativ algebra: en associativ algebra vars multiplikation är kommutativ
- Gitter: en mängd med två kommutativa, associativa och idempotenta operatorer, vilka lyder under absorptionslagen

De fakta som gäller för alla algebraiska strukturer tillsammans undersöks i den gren av matematiken som kallas abstrakt algebra.